# Красная Новь (Воскресенский район)
Кра́сная Новь — деревня в Воскресенском районе Нижегородской области. Входит в состав Глуховского сельсовета.

## География
Деревня находится на левобережье реки Ветлуга, на расстоянии примерно 10 км (по прямой) к северо-востоку от рабочего посёлка Воскресенское, административного центра района.

## История
Деревня основана в XX веке, население было занято в системе лесозаготовок.

## Население
| 1999 | 2002 | 2010 |
| ---- | ---- | ---- |
| 10   | ↘6   | ↘3   |

### Национальный состав
Согласно результатам переписи 2002 года, в национальной структуре населения русские составляли 83 % из 6 чел.